# نوفوسوكولنيكي
نوفوسوكولنيكي (بالروسية: Новосокольники) هي إحدى مدن روسيا في الكيان الفدرالي الروسي بسكوف أوبلاست.

## أعلام
- علياء مولداجولوفا
- فاليري برودوف